# Alcantara (materiaal)
De stof is in 1970 uitgevonden door Dr. Miyoshi Okamoto voor Toray Industries in Japan. Het is een synthetisch microfiberweefsel.

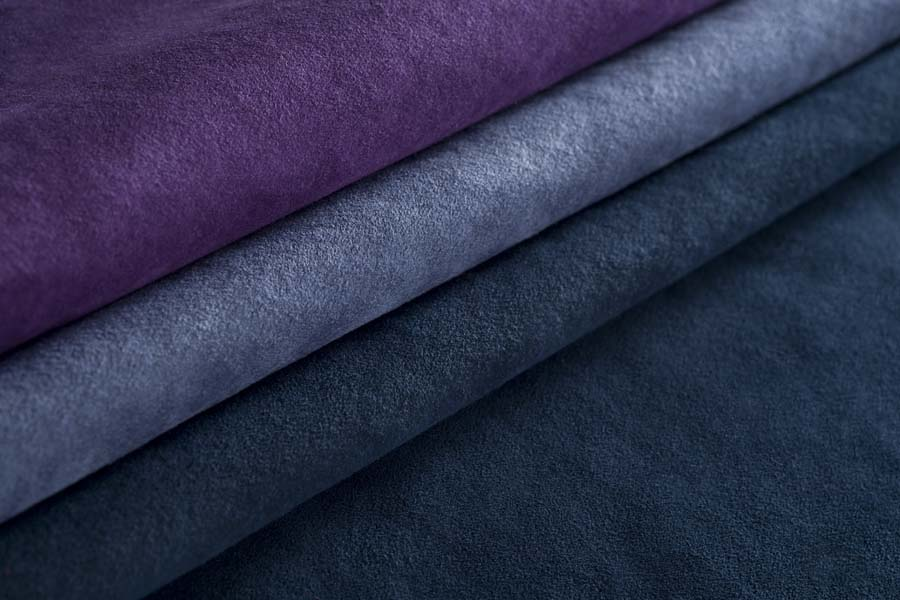
Alcantara in diverse kleurvariëteiten

Alcantara is een kunststof die gebruikt wordt als alternatief voor suède in de kledingindustrie en meubelmakerij. De stof bestaat uit een melange van hechtgeweven microvezels en bestaat voor 68% uit polyester en voor 32% uit polyurethaan. Omdat de vezels uiterst dun van structuur zijn, heeft de stof een fluweelzacht aanvoelende bovenlaag. De stof is slijtvast en gemakkelijk te reinigen.
Alcantara vindt men voornamelijk bij kleding en meubels, maar het wordt ook in beperkte mate gebruikt als etalagemateriaal. Ook in de auto-industrie wordt het gebruikt, niet alleen als stoelbekleding, maar ook in het dashboard of om het stuur, als vervanging voor suède of leer. Dit omdat het materiaal sterker van structuur is. Om dezelfde reden heeft Samsung bij de introductie van de smartphones Samsung Galaxy S8 en S8+ in 2017 een telefoonhoesje uitgebracht gemaakt van Alcantara. Tevens wordt het als sieraad in de vorm van een armband gebruikt, vaak in combinatie met Swarovski-elementen. Andere elektronische apparaten waar alcantara gebruikt wordt is Microsofts Surface laptops.